# Ourilândia do Norte
Ourilândia do Norte is een gemeente in de Braziliaanse deelstaat Pará. De gemeente telt 30.776 inwoners (schatting 2015).